# Hällvargspindel
Hällvargspindel (Pardosa monticola) är en spindelart som först beskrevs av Carl Alexander Clerck 1757.  Hällvargspindel ingår i släktet Pardosa och familjen vargspindlar. Arten är reproducerande i Sverige.

## Underarter
Arten delas in i följande underarter:
- P. m. ambigua
- P. m. minima
- P. m. pseudosaltuaria